# Bad Boy (film 1925)
Bad boy è una comica muta del 1925 diretta da Leo McCarey con protagonista Charley Chase.
Il film fu distribuito il 12 aprile 1925.

## Trama
In questi due rulli, Jimmy Jump vuole accontentare entrambi i suoi genitori, ma essi discordano su tutto. Suo padre vuole che si comporti in modo più virile, anche se Jimmy ottiene la sua sensibilità da sua madre. Egli vuole sposare la sua ragazza, e così accetta un lavoro alla fonderia di suo padre, ma non ci eccelle. Poi, Jimmy va ad una sala da ballo per impressionare la sua ragazza. Un culmine è la sua parodia di una danza di Isadora Duncan.